# (6314) Reigber
(6314) Reigber  es un asteroide del cinturón principal perteneciente al cinturón de asteroides, región del sistema solar que se encuentra entre las órbitas de Marte y Júpiter.
Fue descubierto el 17 de septiembre de 1990 por Henry E. Holt desde el Observatorio Palomar.

## Designación y nombre
Designado provisionalmente como 1990 SQ16 fue nombrado en honor de Christoph Reigber (n.1939) investigador del campo gravitatorio global mediante satélites.

## Características orbitales
Reigber está situado a una distancia media del Sol de 2,257 ua, pudiendo alejarse hasta 2,547 ua y acercarse hasta 1,967 ua. Su excentricidad es 0,128 y la inclinación orbital 5,218 grados. Emplea 1238,83 días en completar una órbita alrededor del Sol.

## Características físicas
La magnitud absoluta de Reigber es 13,61. Tiene 5,134 km de diámetro y su albedo se estima en 0,219.